# 三好市立山城小学校
三好市立山城小学校（みよししりつ やましろしょうがっこう）は、徳島県三好市山城町大川持にある公立小学校。

## 概要
- 2015年2月15日 - 三世代交流学習発表会が行われた。当時の5年生が総合の学習「人生の先輩に学ぼう」で山城・大歩危妖怪村メンバーに教えて貰った狸伝説自作劇を発表した。[1]。
- 2015年11月28日 - 土讃線開通80周年記念山やましろ狸まつり（阿波川口駅周辺）で狸パレードが行われた[1]。

## 沿革
- 1874年 - 下川小学校、引地小学校を創立。
- 1878年 - 国政小学校を創立。
- 1886年 - 川口尋常小学校を創立。
- 1892年 - 山城尋常小学校と改称。
- 1893年 - 山城尋常高等小学校と改称。
- 1921年 - 山城農業補習学校と改称。
- 1941年 - 山城国民学校と改称。
- 1947年 - 山城小学校と改称。
- 2006年 - 町村合併のため三好市立山城小学校となる。

## 校歌
- 作詞: 西村清之助
- 作曲: 山本寿

## 通学区域が隣接している学校
- 三好市立下名小学校
- 三好市立三縄小学校
- 三好市立白地小学校
- 三好市立馬路小学校
- 三好市立池田小学校
- 愛媛県四国中央市立新宮小中学校
- 高知県大豊町立大豊学園